# Yamazaki Baking
Yamazaki Baking est une entreprise agroalimentaire japonaise, spécialisé dans la production, de boulangerie et pain.